# عكو (اللاذقية)
عكو قرية في ناحية كنسبا التابعة لمنطقة الحفّة في محافظة اللاذقية. بلغ عدد سكانها 677 نسمة حسب تعداد عام 2004.